# Franco Faccio
Franco (Francesco Antonio) Faccio, italijanski skladatelj in dirigent, * 8. marec 1840, Verona, Italija, † 21. julij 1891, Monza, Italija.

## Življenje
Glasbo je študiral v Milanu na tamkajšnjem konservatoriju. Leta 1867 je tam postal direktor. Med letoma 1872 in 1889 je bil direktor gledališča La Scala, kjer je dirigiral na krstnih predstavah Verdijevih oper Aida (1872) in Otello (1887).
Kot skladatelj je poznan po operi v štirih dejanjih Hamlet, ki je bila uprizorjena 30. maja 1865 v Genovi.